# BEA campus Olomouc
Business, Education, Acceleration (BEA) campus Olomouc je výšková budova a budovy k ní navazující, nacházející se na ulici Třída Kosmonautů v Olomouci. Slouží jako kanceláře a sídlo soukromé Moravské vysoké školy Olomouc (MVŠO), budova má podporovat malé a střední podniky, spojuje vzdělání a byznys. Výška hlavní věže je 74 metrů, má 18 podlaží, půdorys hlavní budovy je elipsový, uvnitř jsou 4 výtahy. Vedlejší budovy mají obě 4 patra. Náklady na výstavbu byly přibližně 400 miliónů Kč, investor byl Tesco SW. Výstavba začala na jaře roku 2010, skončila kolaudací na podzim 2013.
BEA campus Olomouc stojí místě bývalých kasáren 9. května.

## Kritika
Urbanistické studie, včetně nového územního plánu, považují realizaci výškového objektu BEA campusu za chybu. Budova je totiž bezprostředně za hranicí městské památkové rezervace. Její objem, výška i vzdálenost od dominant historického jádra města (např. 850 m od věže dómu) tvoří subtilním věžím městského jádra nežádoucí konkurenci (je příliš mohutná a vysoká a příliš blízko). Negativně tak ovlivňuje urbanistickou kompozici a panoráma města Olomouce.